# Cynanchum javanicum
Cynanchum javanicum är en oleanderväxtart som först beskrevs av Sijfert Hendrik Koorders, och fick sitt nu gällande namn av Reinier Cornelis Bakhuizen van den Brink. Cynanchum javanicum ingår i släktet Cynanchum och familjen oleanderväxter. Inga underarter finns listade i Catalogue of Life.